# Aprilie 2019
Acest articol este generat integral pe baza informațiilor din articolul 2019 și este actualizat periodic de un robot.
 Editările făcute în articol vor fi șterse la următoarea actualizare! Dacă doriți să faceți modificări, editați articolul-sursă.

ianuarie -
februarie -
martie -
aprilie -
mai -
iunie -
iulie -
august -
septembrie -
octombrie -
noiembrie -
decembrie
Aprilie 2019 a fost a patra lună a anului și a început într-o zi de luni.

## Evenimente

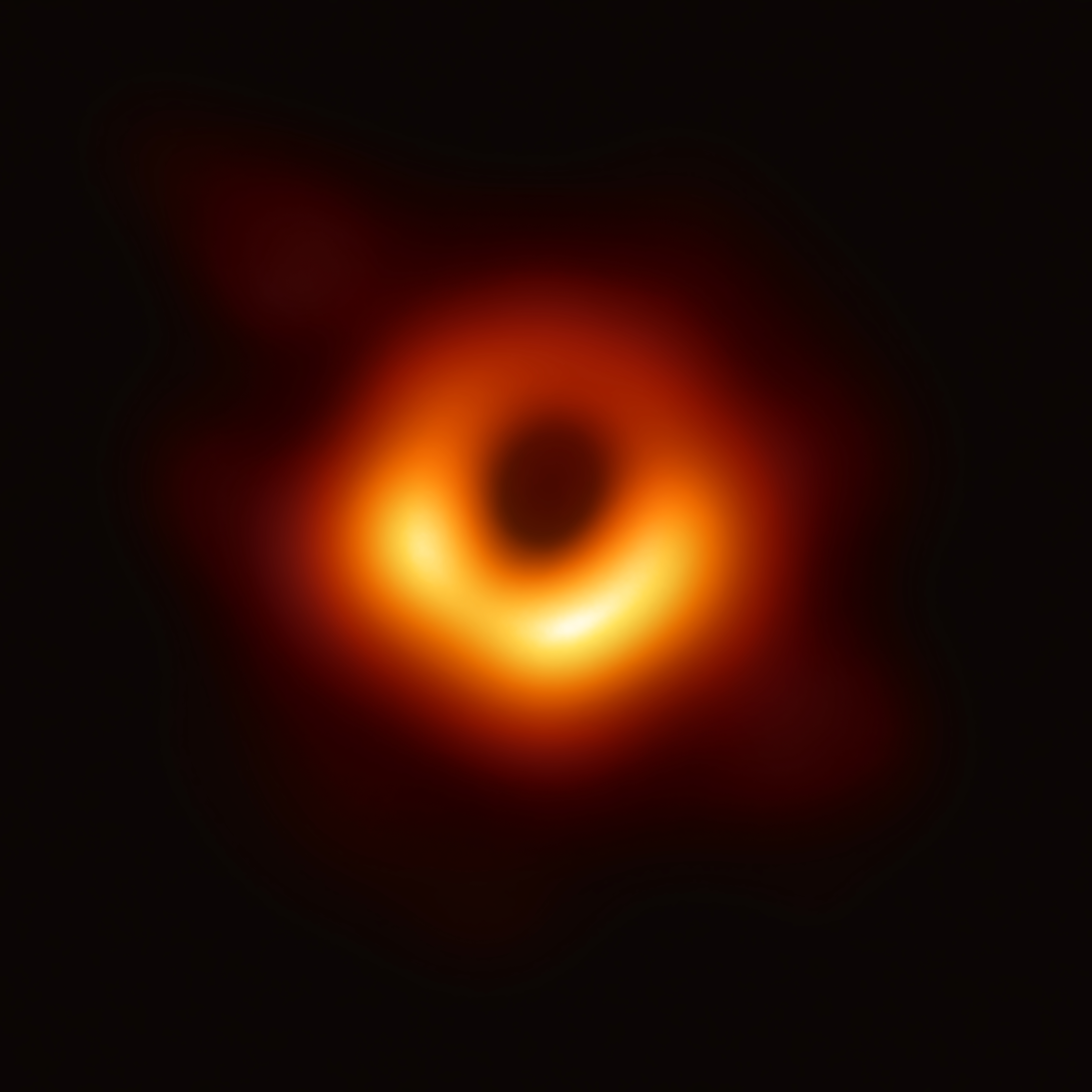
10 aprilie: Astronomii au prezentat prima imagine a unei găuri negre (galaxia M87).

26 aprilie: Avengers Endgame a devenit filmul cu cele mai mari încasări din istorie, depășind filmul Avatar care a obținut acest record anterior în anul 2009.

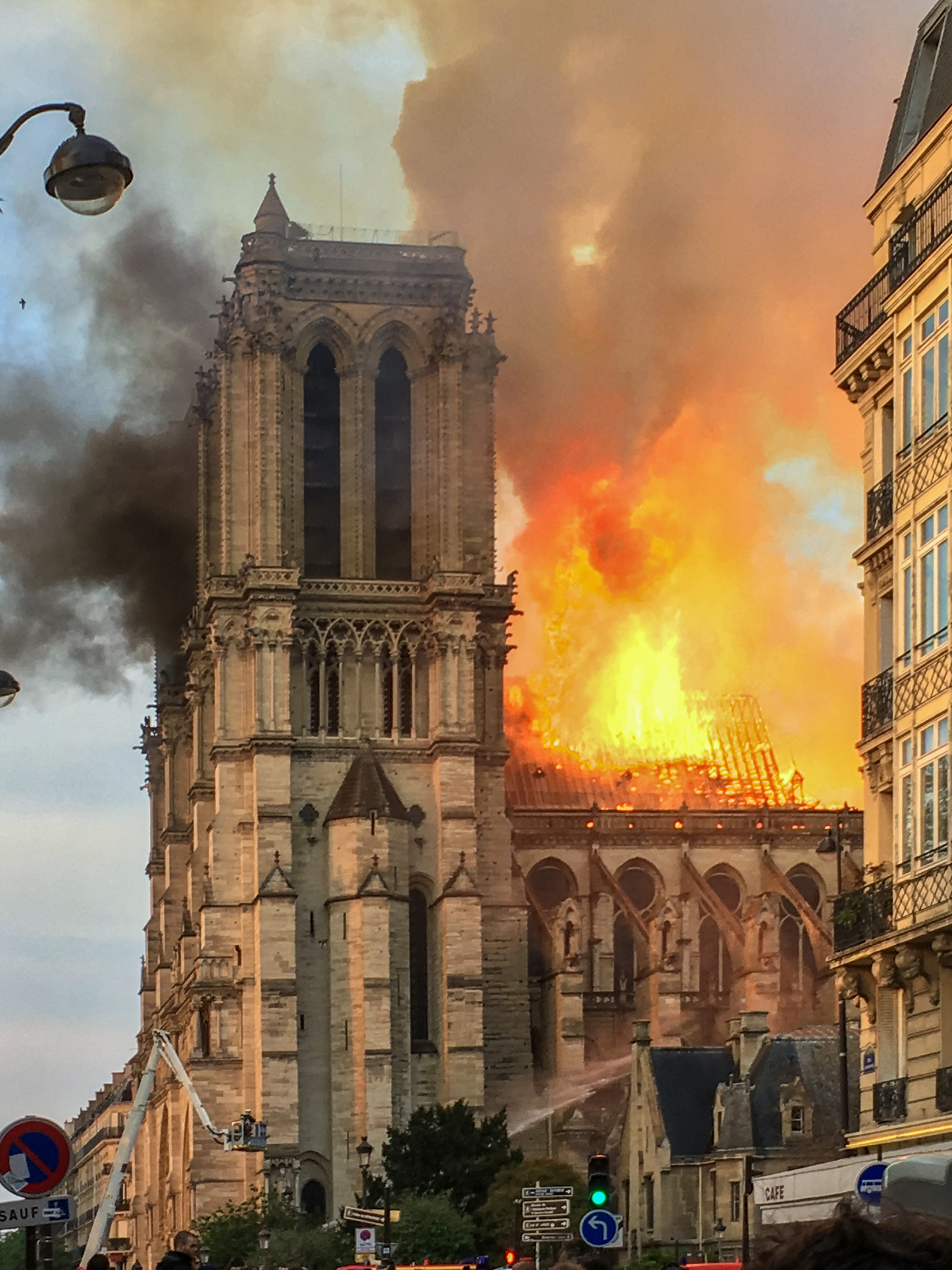
15 aprilie: Un incendiu masiv a cuprins Catedrala Notre-Dame din Paris.

- 1 aprilie: Noul nume al Erei japoneze care urmează să înceapă la 1 mai, odată cu urcarea pe tronul crizantemei a prințului Naruhito în calitate de cel de-al 126-lea împărat al Japonei, este Reiwa (令 和).[5]
- 2 aprilie: A 15-a aniversare de la aderarea României la NATO.[6]
- 4 aprilie: Prim-ministrul eston Jüri Ratas, a prezentat oficial demisia guvernului său de centru-stânga în urma alegerilor legislative din 3 martie; cinci partide au intrat în parlament după recentele alegeri parlamentare, ceea ce a împiedicat până în prezent formarea unei coaliții.[7]
- 4 aprilie: Președintele Klaus Iohannis prezintă cele două teme care vor fi supuse consultării populare în cadrul referendumului din 26 mai: interzicerea amnistiei și grațierii pentru infracțiuni de corupție și interzicerea adoptării de către Guvern a ordonanțelor de urgență în domeniul infracțiunilor, pedepselor și al organizării judiciare.
- 8 aprilie: Fostul președinte Ion Iliescu a fost trimis în judecată în dosarul "Revoluției din decembrie 1989" pentru săvârșirea infracțiunilor contra umanității. Alături de el au mai fost trimiși în judecată Gelu Voican Voiculescu, fost vice-prim ministru, și Iosif Rus, fost șef al Aviației Militare.[8]
- 9 aprilie: Alegeri legislative în Israel care vor decide dacă prim-ministrul în exercițiu, Benjamin Netanyahu, va continua să rămână la putere după mai mult de un deceniu.[9]
- 9 aprilie: Ceremonia de deschidere a Campionatelor Europene de Lupte de la București, după 40 de ani de la ultima ediție a  Campionatelor Europene găzduite de România.
- 10 aprilie: Cercetătorii de la proiectul Event Horizon Telescope anunță prima imagine a unei găuri negre, situată la 54 milioane de ani lumină de Terra, în centrul galaxiei M87.[1][2][3]
- 11 aprilie: Uniunea Europeană și Regatul Unit au căzut de acord să amâne Brexitul până la 31 octombrie 2019. Aceast lucru înseamnă că Marea Britanie va participa la alegerile pentru Parlamentul European de luna viitoare.[10]
- 11 aprilie: După 30 de ani la putere, președintele Sudanului, Omar al-Bashir, a fost răsturnat și arestat, în urma unei lovituri de stat a armatei.[11]
- 12 aprilie: În urma unui val de proteste, șeful consiliului militar de tranziție din Sudan, generalul-locotenent Awad Ibn Auf, a anunțat că renunță la putere în favoarea generalului-locotenent Abdel Fattah al-Burhani Abdelrahman.[12]
- 15 aprilie: Un incendiu masiv a cuprins Catedrala Notre-Dame din Paris.[4]
- 17 aprilie: Oamenii de știință anunță descoperirea unor ioni de hidrură de heliu, despre care se crede că este primul compus care s-a format în univers, în nebuloasa planetară NGC 7027.[13]
- 21 aprilie: Mai multe explozii au lovit biserici și hoteluri din trei orașe din Sri Lanka, mai ales din Colombo, care este capitala executivă, comercială și cel mai mare oraș din acest stat, ucigând 359 de persoane și rănind în jur de 500. Printre victime se numeră și 35 de turiști proveniți din SUA, Marea Britanie, Danemarca, Maroc, China, Japonia, India, Bangladesh și Pakistan. Organizația teroristă Stat Islamic a revendicat seria de atentate. [14][15] Numărul de decese a fost revizuit la 253 persoane, după declarația ulterioară a oficialilor (26 aprilie).
- 21 aprilie: Al doilea tur al alegerilor prezidențiale din Ucraina. Potrivit unor rezultate preliminare, actorul de comedie Volodîmîr Zelenski a obținut 73% din voturi, devenind astfel noul președinte al acestei țări.[16]
- 25 aprilie: Președintele Klaus Iohannis a semnat decretul privind organizarea referendumului pe tema justiției din 26 mai.[17]
- 30 aprilie: Pentru a treia oară în România, o tornadă s-a format și a creat pagube în sudul Câmpiei Bărăganului, mai ales în comuna Dragalina, Călărași.[18]Din cauza acesteia, acoperișurile mai multor case au fost deteriorate și un autocar a fost răsturnat pe câmp. Evenimentul s-a soldat cu 7 răniți.[19]
- 30 aprilie: Împăratul Akihito al Japoniei a abdicat în favoarea fiului său cel mare, Prințul moștenitor Naruhito. O serie de procesiuni private au marcat prima renunțare la Tronul Crizantemei înregistrată în ultimele două secole în Japonia, de la abdicarea împăratului Kōkaku în 1817.[20]

## Decese
- 1 aprilie: Vonda N. McIntyre, 70 ani, autor american de literatură SF (n. 1948)
- 1 aprilie: Vladimir Orlov, 90 ani, violoncelist român (n. 1928)
- 1 aprilie: Yisroel Avrohom Portugal, 95 ani, rabin româno-american (n. 1923)
- 5 aprilie: Sydney Brenner, 92 ani, biolog sud-african, laureat al Premiului Nobel (2002), (n. 1927)
- 6 aprilie: David James Thouless, 84 ani, fizician englez specializat în studiul materiei condensate, laureat al Premiului Nobel (2016), (n. 1934)
- 12 aprilie: Georgia Engel (Georgia Bright Engel), 70 ani, actriță americană (n. 1948)
- 13 aprilie: Florentina Mihai, 84 ani, artistă ceramistă, scenografă, pictoriță și restauratoare română (n. 1934)
- 13 aprilie: Maximilian Peyfuss, 74 ani, scriitor, traducător și istoric austriac (n. 1944)
- 14 aprilie: Gene Wolfe (Gene Rodman Wolfe), 87 ani, scriitor american de SF și fantasy (n. 1931)
- 15 aprilie: Owen Garriott (Owen Kay Garriott), 88 ani, inginer american (n. 1930)
- 16 aprilie: Ferenc Bács, 82 ani, actor maghiar de teatru și film (n. 1936)
- 16 aprilie: Valentin Plătăreanu, 83 ani, actor româno-german și profesor de actorie (n. 1936)
- 19 aprilie: Lorraine Warren, 92 ani, clarvăzătoare profesionistă și medium americană (n. 1927)
- 21 aprilie: Ken Kercheval (Kenneth Marine Kercheval), 83 ani, actor american (n. 1935)
- 21 aprilie: Arie M. Oostlander, 83 ani, om politic neerlandez (n. 1936)
- 23 aprilie: Jean, Mare Duce de Luxemburg (n. Jean Benoît Guillaume Robert Antoine Louis Marie Adolphe Marc d'Aviano), 98 ani, mare duce de Luxemburg (1964-2000), (n. 1921)
- 23 aprilie: Johan Witteveen, 97 ani, economist neerlandez, director al FMI (1973–1978), (n. 1921)
- 24 aprilie: Claude Delcroix, 87 ani, om politic belgian (n. 1931)
- 24 aprilie: Jean-Pierre Marielle, 87 ani, actor francez de film (n. 1932)
- 24 aprilie: Marius Guran, 82 ani, inginer, specialist în calculatoare, unul din pionierii informaticii românești (n. 1936)
- 28 aprilie: Menachem Mendel Taub, 96 ani, rabin hasidic de origine transilvăneană (n. 1923)
- 29 aprilie: Răzvan Ciobanu, 43 ani, creator de modă, român (n. 1976)
- 29 aprilie: Josef Šural, 28 ani, fotbalist ceh (atacant), (n. 1990)
- 30 aprilie: Peter Mayhew, 74 ani, actor britanico-american (n. 1944)